# منتخب جنوب إفريقيا تحت 18 سنة لهوكي الجليد للرجال
منتخب جنوب أفريقيا تحت 18 سنة لهوكي الجليد للرجال (بالإنجليزية: South Africa men's national under-18 ice hockey team)‏ هو ممثل جنوب أفريقيا الرسمي في المنافسات الدولية في هوكي الجليد تحت 18 سنة.